# Ezequiel Epifânio da Fonseca de Sousa Prego
Ezequiel Epifânio da Fonseca de Sousa Prego (Lisboa, 1855 — Figueira da Foz, 1922), primeiro e único visconde de Sousa Prego, foi um diplomata, desportista náutico, publicista e benemérito. Foi pioneiro em Portugal na organização de campeonatos de remo, tendo sido também um dos promotores da Associação Naval 1º de Maio, a cuja direcção presidiu. Foi-lhe atribuído o título de Visconde de Sousa Prego, pelo rei D. Carlos I, em 1894. Foi diretor e editor do jornal Gazeta de sport (Lisboa, 1909). É o autor de um álbum de desenhos, principalmente caricaturas, assinadas e datadas entre 1908-1922. No seu testamento, instituiu o prémio Liberdade - Visconde de Sousa Prego, destinado a galardoar professores do ensino primário de reconhecido mérito na sua ação docente.

## Biografia
Era bisneto do general Henrique de Sousa Prego (1768-1847). Licenciou-se em Direito pela Universidade de Coimbra em 1879. O título de visconde de Sousa Prego foi criado por decreto de 10 de maio de 1894, do rei D. Carlos I de Portugal, a favor de Ezequiel Epifânio da Fonseca de Sousa Prego, por uma vida.
O visconde de Sousa Prego foi pioneiro na organização de campeonatos de remo em Portugal, sendo um dos principais promotores da Associação Naval 1.º de Maio, a cuja direcção presidiu. Como benemérito, por seu legado instituiu o Prémio Liberdade - Visconde de Sousa Prego.
Enquanto secretário da legação diplomática em Roma, casou em 21 de Fevereiro de 1886 com Marie da Cunha Carneiro.

## Prémio Liberdade
O Prémio Liberdade - Visconde de Sousa Prego foi instituído no testamento do visconde de Sousa Prego e destina-se a galardoar professores do ensino primário que se distingam na sua actuação docente, demonstrada através do aproveitamento escolar dos seus alunos. O visconde de Sousa Prego cometeu ao Ministério da Educação a determinação dos beneficiários mediante informação oficial a transmitir à sua testamenteira, a Santa Casa da Misericórdia da Figueira da Foz.
Essa determinação foi regulamentada pela Portaria n.º 21613, de 30 de outubro de 1930, com um novo regulamento aprovado pela Portaria n.º 432/78, de 31 de julho.

## Títulos e honrarias
Feito visconde de Sousa Prego por decreto datado de 10 de Maio de 1894, do rei D. Carlos I de Portugal.
A cidade da Figueira da Foz recorda-o na sua toponímia por deliberação camarária de 27 de Dezembro de 1971.